# 카를리스 스크라스틴슈
카를리스 스크라스틴슈(라트비아어: Kārlis Skrastiņš, 1974년 7월 9일~2011년 9월 7일)는 라트비아의 아이스하키 선수이며, 포지션은 수비수이다.
1991년 라트비아 하키 리그의 파라다우가바 리가에서 데뷔했으며, 1995년 SM 리가의 HC TPS로 이적하였다. 이후 1998년 NHL 드래프트에서 9순위로 내슈빌 프레더터스의 선택을 받았으며, 1998년과 1999년 인터내셔널 하키 리그의 밀워키 애드미럴스 소속으로 활약했다가 시즌 종료 후 내슈빌 프레더터스로 복귀하였다. 그 뒤 2003년 콜로라도 애벌랜치와 계약했으며, 2004년 벨라루스 엑스트랄리그의 HK 리가 2000에 입단해 활약한 뒤 2005년 콜로라도 애벌랜치로 복귀하였다. 이후 2007년 플로리다 팬서스로 이적했으며, 2009년 댈러스 스타스로 팀을 옮겨 활약한 뒤 2011년 콘티넨탈 하키 리그의 로코모티프 야로슬라블에 입단하였다.
또한 라트비아 아이스하키 국가대표팀 소속으로 151경기에 출전했으며, 세 번의 올림픽 (2002년, 2006년, 2010년)과 열 번의 세계 아이스하키 선수권 대회(1993년, 1994년, 1995년, 1997년, 1999년, 2000년, 2001년, 2003년, 2005년, 2009년)에 참가하였다.
2011년 9월 7일 HC 디나모 민스크와의 콘티넨탈 하키 리그 개막전을 치르기 위해 Yak-42를 타고 이동하던 도중 벨라루스 민스크-1 공항에서 2km 떨어진 지점에서 항공 사고가 발생했으며, 스크라스틴슈를 포함한 탑승객 44명이 그 자리에서 사망하였다.

## 같이 보기
- 로코모티프 야로슬라블 비행기 추락 사고